# Coelia macrostachya
Coelia macrostachya är en orkidéart som beskrevs av John Lindley. Coelia macrostachya ingår i släktet Coelia, och familjen orkidéer. Inga underarter finns listade i Catalogue of Life.

## Bildgalleri

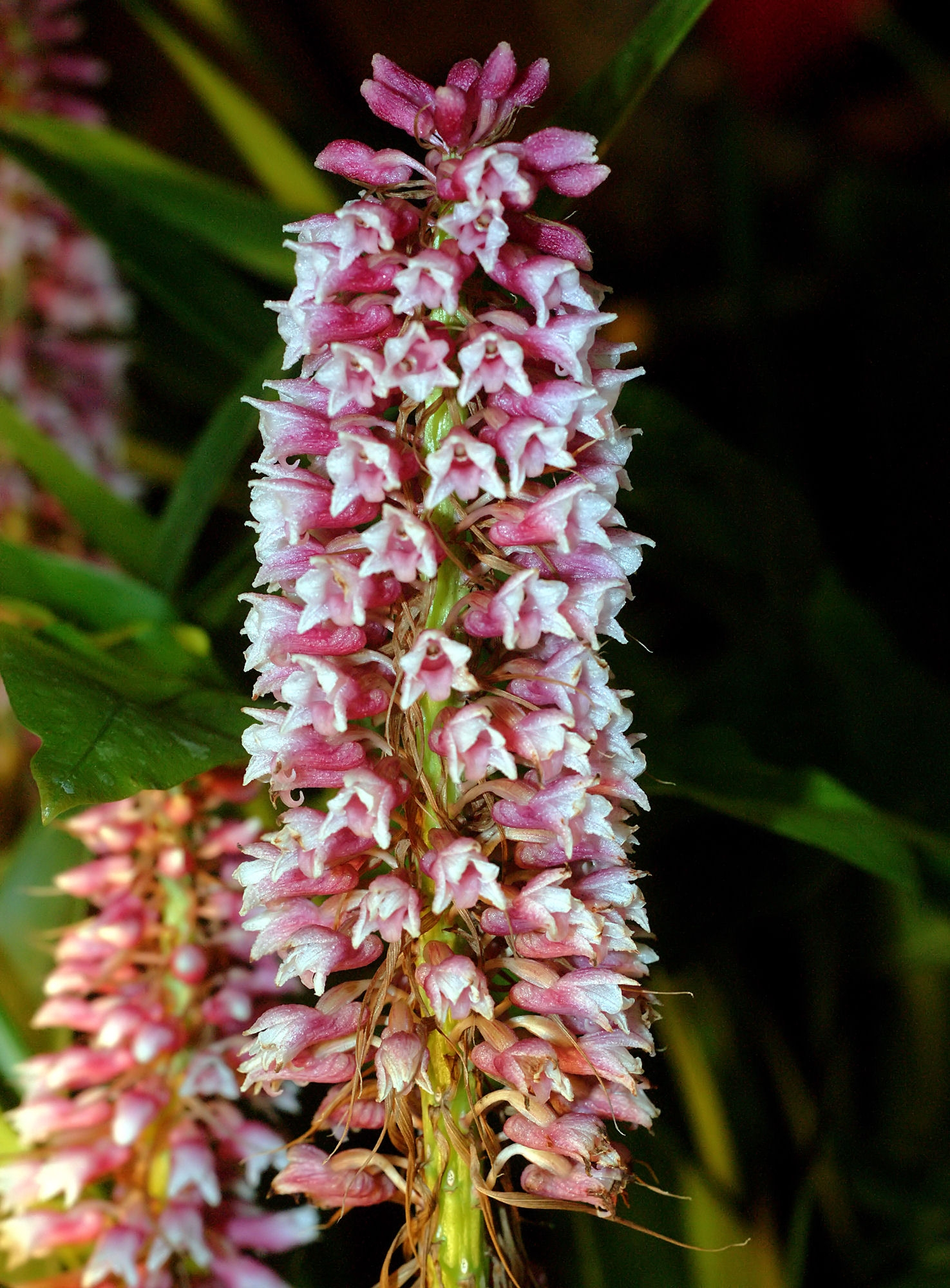
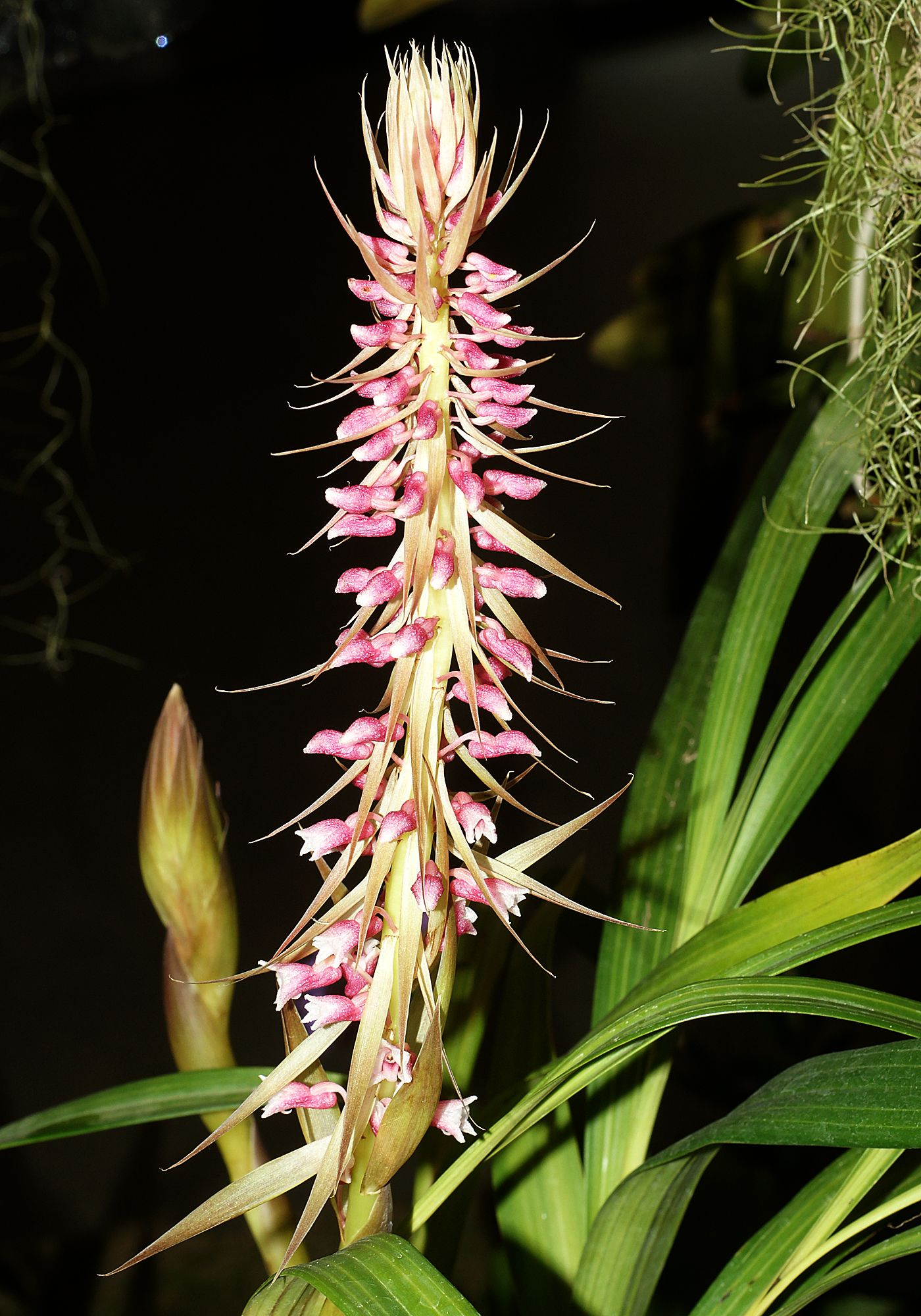
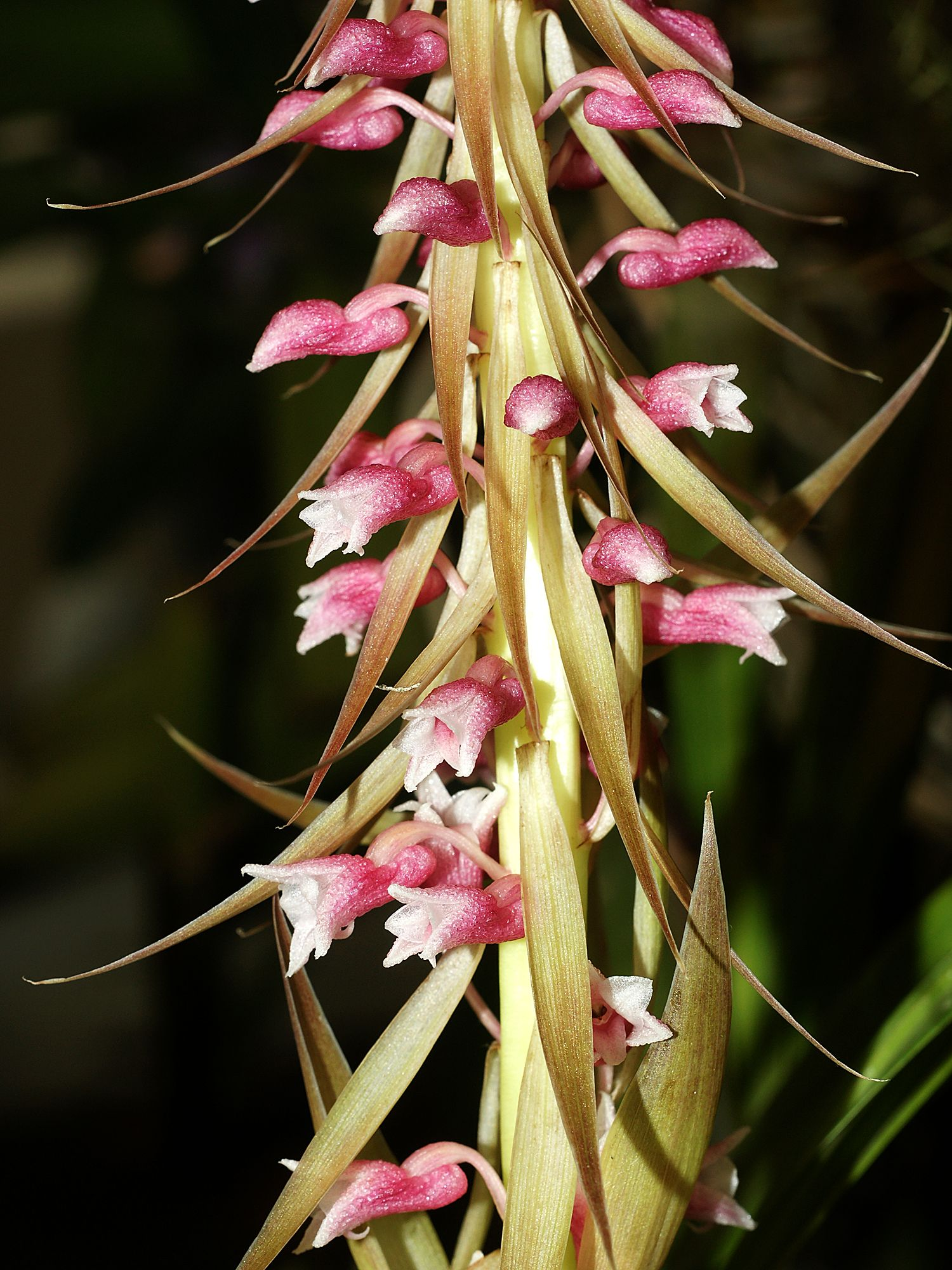
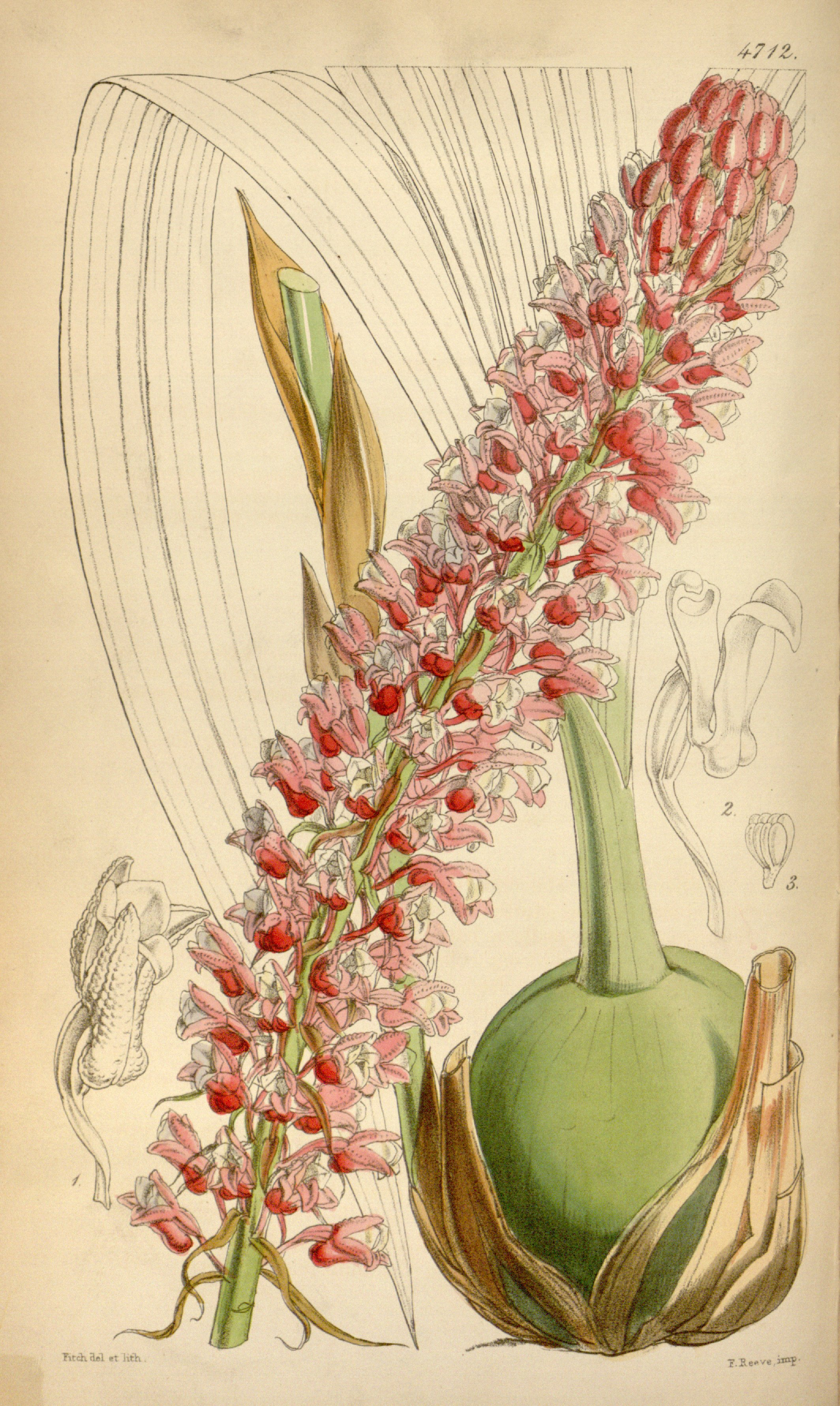
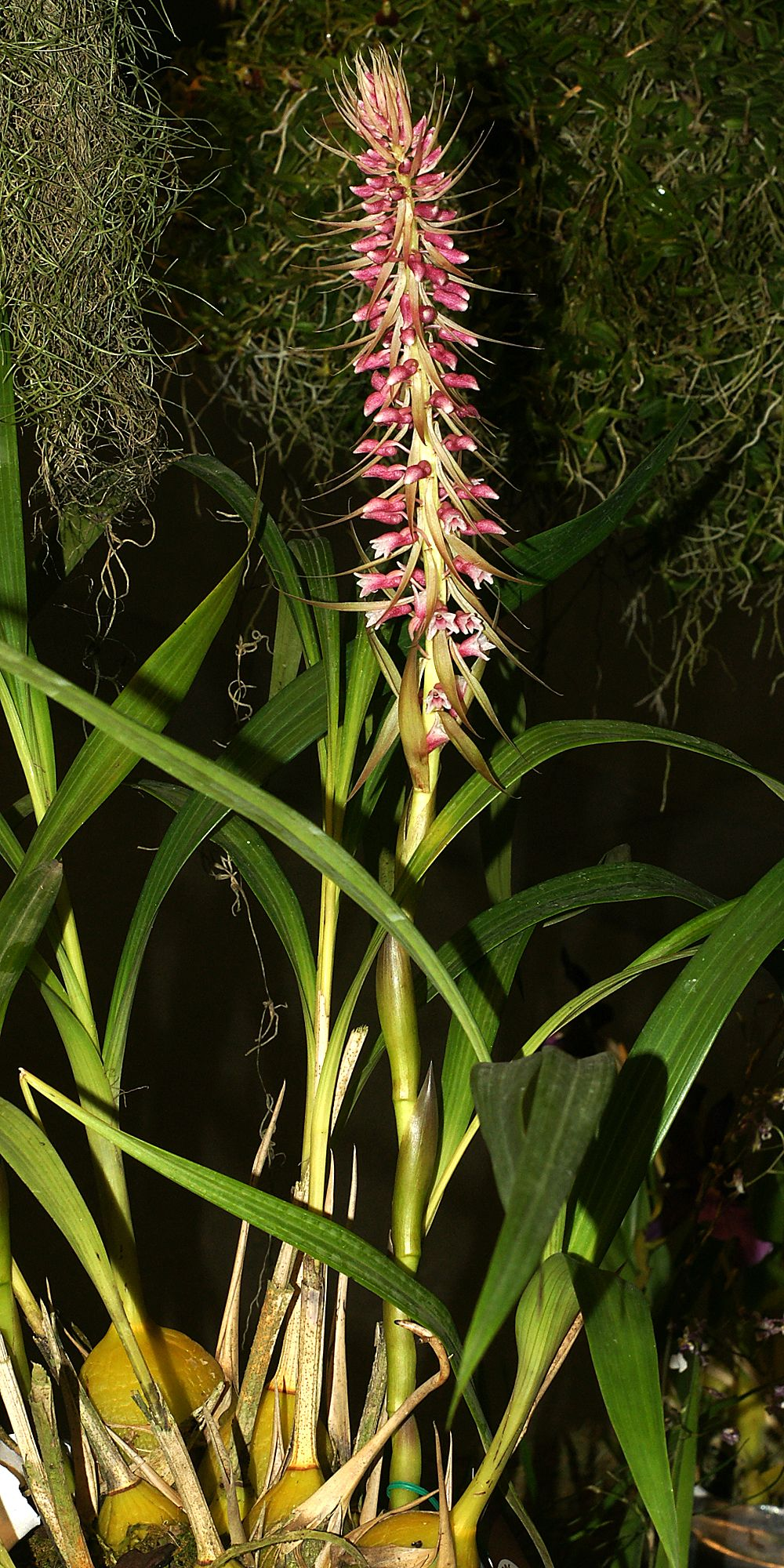
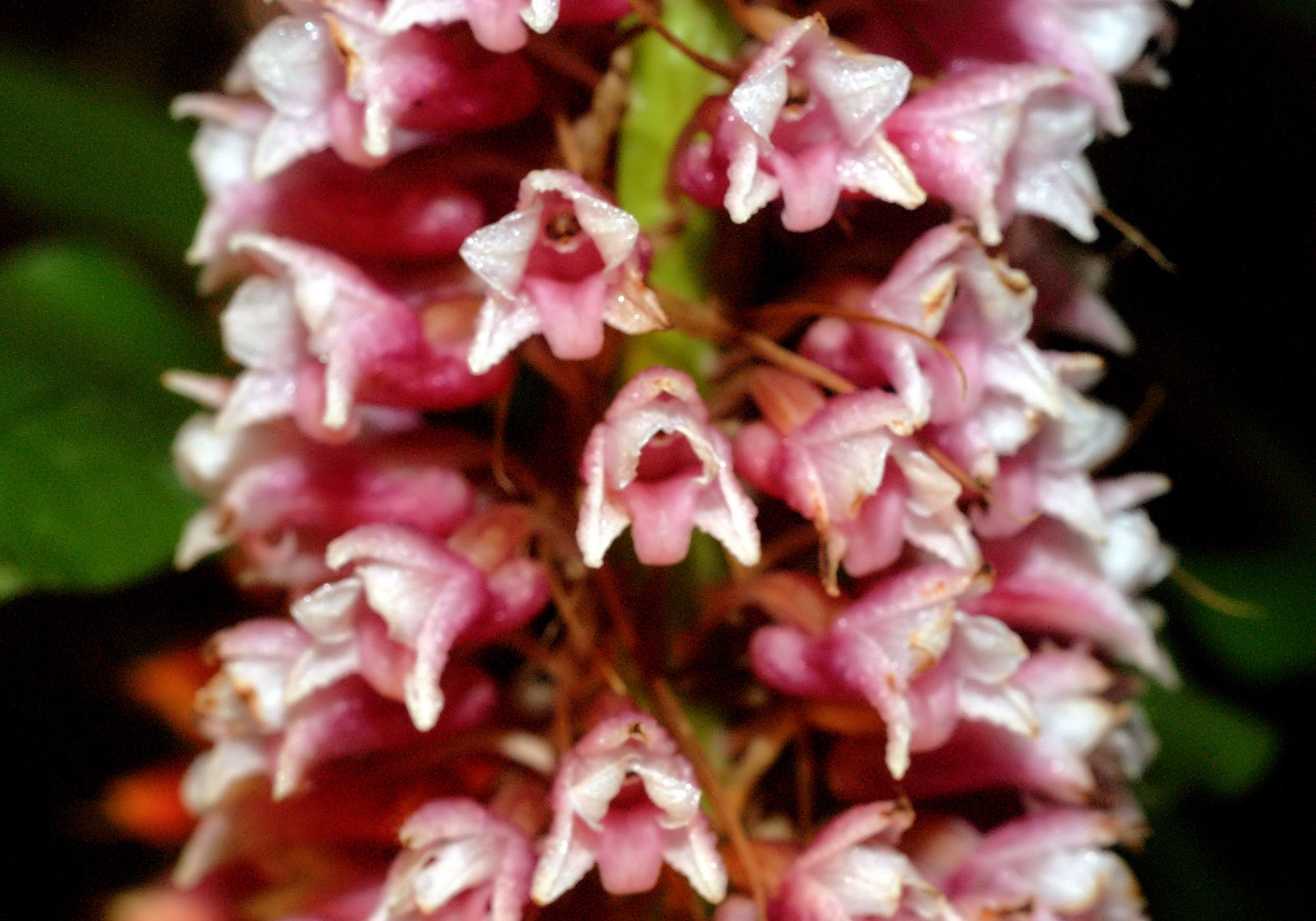